# NFL Quarterback Club '97
NFL Quarterback Club '97 fue la 3º versión de la saga NFL Quarterback Club hecho por Iguana Entertainment y distribuido por Acclaim el 5 de septiembre de 1996. Esta versión es considerada como la mejor de todos los tiempos y revolucionaria debido a que fue junto con Madden NFL '97 de EA, NFL '97 de Sega Sports y NFL Gameday '97 de SCEA los primeros juegos de fútbol americano con gráficos 3-D.

## Jugabilidad
Los gráficos son bien aprovechados debido al soporte de CD ya que salió para PC, PlayStation y Sega Saturn para así tener más memoria para usar. Los jugadores están bien definidos en sprites y color tanto que podía verse el nombre del jugador y su número (el juego tenía las licencias de NFLPA) en el uniforme aunque teniendo en cuenta las limitaciones de los gráficos de 1996 Iguana Entertainment pudo logralo. El Quarterback Club tenía también el modo de simulación de momentos históricos de la NFL donde había partidos donde tenías que cambiar el final del encuentro, eran 50 simulaciones. También tenía Full Motion Video (FMV) que ayudaba a la presentación y otros videos del juego. Fue el primero que contaba con 5 ángulos de cámara y tenía solo 4 estadios distintos en tiempo y se podía distinguir si el pasto era artificial o natural. Además tenía 500 nuevas jugadas para elegir
El juego tenía licencias de NFL, NFLPA, el Pro Bowl, el NFL Draft '96 y el Super Bowl.

## Curiosidades
En la portada del juego aparece el mariscal de los Miami Dolphins y miembro del Salón de la Fama de la NFLDan Marino.
Fue el último juego en 3-D (junto con Madden NFL '97 y NFL '97) donde aparecían los Houston Oilers ya que en 1996 jugarían su última temporada antes de irse a Tennessee a principios de 1997. También podías usar los Baltimore Ravens que debutaban en la NFL después de que los Cleveland Browns se fueran en 1996 a Baltimore.

## NFL Quarterback Club Series
- NFL Quarterback Club (Challenge)
- NFL Quarterback Club
- NFL Quarterback Club '96
- NFL Quarterback Club '97
- NFL Quarterback Club '98
- NFL Quarterback Club '99
- NFL Quarterback Club 2000
- NFL Quarterback Club 2001
- NFL Quarterback Club 2002

- Datos: Q6036865